# Dioscòrides (poeta)
Dioscòrides (en llatí Dioscorides, en grec Διοσκορίδης) va ser un poeta grec autor de 39 epigrames inclosos a l'Antologia grega. Sembla, segons l'evidència interna dels seus epigrames, que va viure a Egipte en temps de Ptolemeu III Evergetes I. Els epigrames parlen dels grans homes de l'antiguitat especialment dels poetes. Un dels poemes, el 36, segons el manuscrit conservat a la Biblioteca del Vaticà estaria escrit per Διοσκορίδου Νικοπολίτου, segurament un autor diferent.